# Стійкість систем автоматичного регулювання
Сті́йкість систе́м автомати́чного регулюва́ння (САР) — здатність САР не допускати нескінченного відхилення регульованої величини від заданого значення при будь-якому реальному збуренні у системі.
Стійкість замкненої САР — одна з найважливіших вимог до систем автоматичного регулювання. У стійкої САР при будь-якому реальному збуренні на систему регульована величина при перехідному процесі не буде нескінченно відхилятися від заданого значення.
Існує багато критеріїв стійкості САР, як аналітичних, так і графічних. Найпоширеніший критерій Найквіста, який дозволяє здійснити оцінку стійкості замкнених систем управління за амплітудно-фазовою частотною характеристикою (АФЧХ) розімкненої системи.